# Kochshof (Odenthal)
Kochshof ist eine alte Hofanlage am Groß Grimberger Weg im Ortsteil Hüttchen von Odenthal. Sie ist unter Nr. 60 als Denkmal in der Liste der Baudenkmäler in Odenthal verzeichnet.

## Geschichte
Der Kochshof ist ein mittelalterlicher Lehnshof der Grafen von Berg, der im frühen Mittelalter den Namen Hof Humboldt hatte. Er wird erstmals 1145 als Kochshof erwähnt. Der Hof, seinerzeit zum Hofe genannt, wurde 1379 von Bruno von Garath an die Abtei Altenberg verkauft, in dessen Besitz er bis zur Aufhebung des Klosters blieb. Für das Jahr 1500 werden im Einnahmeregister der Abtei Altenberg folgende Einnahmen festgehalten, die die Hofbewohner abgeben mussten: 15 Malter Hafer, 2 Malter Gerste (Malter ist ein Hohlmaß für Getreide und betrug zwischen 1.25 und 2,2 hl.), ½ Schwein, 6 Hühner und 100 Eier. Für ¼ Holz 2 Mark und für eine Karre Kohlen waren 5 Albus zu zahlen. 1830 lebten auf dem Kochshof 24 Personen. Nach Aufgabe des letzten Pachtverhältnisses 1975 verfiel der im Eigentum des Landes stehende geschichtsträchtige Kochshof zunehmend.
Aus Carl Friedrich von Wiebekings Charte des Herzogthums Berg 1789 geht hervor, dass Kochshof zu dieser Zeit Teil von Oberodenthal in der Herrschaft Odenthal war.
Unter der französischen Verwaltung zwischen 1806 und 1813 wurde die Herrschaft aufgelöst. Kochshof wurde politisch der Mairie Odenthal im Kanton Bensberg zugeordnet. 1816 wandelten die Preußen die Mairie zur Bürgermeisterei Odenthal im Kreis Mülheim am Rhein.
Der Ort ist auf der Topographischen Aufnahme der Rheinlande von 1824 als Kochshof und auf der Preußischen Uraufnahme von 1840 als Kochshof verzeichnet. Ab der Preußischen Neuaufnahme von 1892 ist er auf Messtischblättern regelmäßig als Kochshof verzeichnet.
| Jahr | Einwohner | Wohn- gebäude | Kategorie |
| ---- | --------- | ------------- | --------- |
| 1822 | 19        |               | Hof       |
| 1830 | 24        |               | Hof       |
| 1845 | 10        | 1             | Hof       |
| 1871 | 23        | 3             | Hofstelle |
| 1885 | 15        | 3             | Wohnplatz |
| 1895 | 15        | 3             | Wohnplatz |
| 1905 | 21        | 3             | Wohnplatz |

## Bundessitz des Zugvogel
Am 29. Oktober 1985 erwarb der Zugvogel – deutscher Fahrtenbund e. V. mit Unterstützung der Gemeinde Odenthal den Hof.
Seit 1987 durch den neuen Eigentümer renoviert und umgebaut besteht er heute aus dem Haupthaus, in dem sich  eine Bibliothek befindet, einem Backhaus, einer Remise, dem Sängersaal und dem ehemaligen Stall. Durch einen umfangreichen Nachlass konnte man 1996 ein Archiv einrichten.  Heute residiert im Kochshof der Bundessitz des Zugvogel Deutscher Fahrtenbund e. V.